# 桑萨尔普尔
桑萨尔普尔（Sansarpur），是印度旁遮普邦Jalandhar县的一个城镇。总人口4061（2001年）。

## 人口
该地2001年总人口4061人，其中男性2074人，女性1987人；0—6岁人口453人，其中男254人，女199人；识字率75.20%，其中男性为79.03%，女性为71.21%。